# Меринья (Эн)
Меринья́ (фр. Mérignat) — коммуна во Франции, находится в регионе Рона — Альпы. Департамент — Эн. Входит в состав кантона Понсен. Округ коммуны — Нантюа.
Код INSEE коммуны — 01242.

## География
Коммуна расположена приблизительно в 390 км к юго-востоку от Парижа, в 60 км северо-восточнее Лиона, в 22 км к юго-востоку от Бурк-ан-Бреса.

## Климат
Климат полуконтинентальный с холодной зимой и тёплым летом. Дожди бывают нечасто, в основном летом.

## Население
Население коммуны на 2010 год составляло 139 человек.
| 1962 | 1968 | 1975 | 1982 | 1990 | 1999 | 2010 |
| ---- | ---- | ---- | ---- | ---- | ---- | ---- |
| 122  | 90   | 86   | 80   | 85   | 114  | 139  |

## Администрация
| Период | Период | Фамилия           | Партия | Примечания |
| ------ | ------ | ----------------- | ------ | ---------- |
| 1995   | 2001   | Ален Ренарда-Фаш  |        |            |
| 2001   | 2008   | Арман Баливе      |        |            |
| 2008   | 2014   | Элиан Зивкович    |        |            |
| 2014   | 2020   | Мари-Одиль Ле-Кор |        |            |

## Экономика
В 2010 году среди 85 человек трудоспособного возраста (15—64 лет) 74 были экономически активными, 11 — неактивными (показатель активности — 87,1 %, в 1999 году было 78,6 %). Из 74 активных жителей работали 68 человек (41 мужчина и 27 женщин), безработных было 6 (1 мужчина и 5 женщин). Среди 11 неактивных 4 человека были учениками или студентами, 3 — пенсионерами, 4 были неактивными по другим причинам.